# Mahatma Otoo
Pour les articles homonymes, voir Otoo.
Mahatma Osemanu Otoo est un footballeur ghanéen né le 6 février 1992 à Accra. Il évolue au poste d'Attaquant au sein de l'Espérance sportive de Tunis.
Il compte une sélection avec l'équipe de Ghana.

## Carrière
- 2008-2009 : Sporting Saint Mirren  ( Ghana)
- 2009-2010 : Hearts of Oak ( Ghana)
- 2010-2011 : Espérance sportive de Tunis ( Tunisie)
- 2011-2013 : Hearts of Oak ( Ghana)
- 2013-2017 : Sogndal Fotball ( Norvège)
- 2017: Umraniyespor ( Turquie)
- 2017-201. : Balıkesirspor ( Turquie)